# Temperatura

Rys. 1 W przedstawionej animacji rozmiar atomów helu przedstawiony jest proporcjonalnie do odległości między cząsteczkami jakie są przy ciśnieniu 136 atmosfer. Prędkość ruchu, odpowiadająca temperaturze pokojowej, została spowolniona dwa biliony razy lub odpowiada temperaturze 0,0003 K.

Temperatura – jedna z podstawowych wielkości fizycznych (parametrów stanu) w termodynamice. Temperatura jest związana ze średnią energią kinetyczną ruchu i drgań wszystkich cząsteczek tworzących dany układ i jest miarą tej energii.
Temperaturę można ściśle zdefiniować tylko dla stanów równowagi termodynamicznej, bowiem z termodynamicznego punktu widzenia jest ona wielkością reprezentującą wspólną własność dwóch układów pozostających w równowadze ze sobą.
Temperatura jest miarą stanu cieplnego danego ciała. Jeśli dwa ciała mają tę samą temperaturę, to w bezpośrednim kontakcie nie przekazują sobie ciepła, gdy zaś temperatura obu ciał jest różna, to następuje przekazywanie ciepła z ciała o wyższej temperaturze do ciała o niższej – aż do wyrównania się temperatury obu ciał.

## Temperatura a energia kinetyczna

### Złożony ruch cząsteczek gazu
Pod względem mikroskopowym, temperatura zależy od ruchu cząsteczek, z których złożone jest ciało. Temperatura rośnie, kiedy wzrasta energia tych ruchów. Ruch może być związany z przemieszczaniem się cząsteczki (np. w gazie), z drganiami atomów, cząsteczek (np. w krysztale), drganiami wewnętrznymi cząsteczki.
Prędkość atomów w ruchu termicznym (w temperaturze zbliżonej do pokojowej) jest duża. W temperaturze bliskiej zera bezwzględnego prędkość ta osiąga minimalne wartości. Na przykład w 1994 r. naukowcy z instytutu NIST otrzymali rekordowo niską temperaturę wynoszącą 700 nK (1 nK = 1×10−9 K). Dzięki użyciu laserowej techniki bezpośredniego pomiaru ruchu cząsteczek stwierdzono, że średnia prędkość atomów wynosiła wówczas 7 mm/s.
Cząsteczki, czyli obiekty złożone z dwóch, trzech i więcej atomów, takie jak np. O2, mają więcej stopni swobody ruchu niż pojedyncze atomy. Oprócz ruchu postępowego mogą również obracać się lub wykonywać drgania wewnętrzne (zmiana odległości między atomami w cząsteczce). Wzrost temperatury powoduje wzrost średniej energii kinetycznej każdego z rodzajów ruchu. Dlatego gaz dwuatomowy, o cząsteczkach mających pięć stopni swobody, wymaga większego wkładu energii dla zmiany temperatury, co oznacza, że ma większe ciepło właściwe niż gaz jednoatomowy, którego cząsteczki mają tylko trzy stopnie swobody.
Proces ochładzania związany jest z oddawaniem energii przez układ. Przy najmniejszej energii układ osiąga tzw. temperaturę zera bezwzględnego na termodynamicznej skali temperatury. W tej temperaturze cząsteczki mają najmniejszą możliwą energię kinetyczną. Według mechaniki klasycznej energia ta osiąga wartość zero (cząsteczki pozostają w spoczynku). Zgodnie z mechaniką kwantową najmniejsza energia jest zazwyczaj większa od 0 (cząsteczki wykonują tzw. drgania zerowe). Temperatura zera absolutnego wynosi 0 kelwinów (−273,15 °C lub −459,67 °F).

### Temperatura w kinetycznej teorii gazów
Temperatura bezwzględna {\displaystyle T} układu złożonego z atomów, jak i kilkuatomowych cząsteczek jest w teorii kinetycznej gazów określona jako średnia energia kinetyczna {\displaystyle \langle E\rangle } ruchu pojedynczej cząsteczki (mierzona względem środka masy układu), przypadająca na jeden stopień swobody ruchu:
{\displaystyle T={\frac {\ 2\langle E\rangle }{fk_{B}}},}
gdzie: {\displaystyle f} – liczba stopni swobody cząstki, {\displaystyle k_{B}} – współczynnik proporcjonalności pomiędzy jednostkami temperatury i energii nazywany stałą Boltzmanna, jego wartość liczbowa wynosi k = 1,38·10−23 J/K.

## Temperatura a równowaga termodynamiczna
Właściwości temperatury są przedmiotem analizy termodynamiki i mechaniki statystycznej. Temperatura układu w stanie równowagi termodynamicznej jest zdefiniowana przez zależność pomiędzy różniczką ciepła {\displaystyle \delta Q} wprowadzanego do systemu w czasie nieskończenie wolnej kwazistatycznej przemiany termodynamicznej a różniczką {\displaystyle dS} jej entropii podczas tej przemiany
{\displaystyle dS={\frac {\delta Q}{T}}.}
W odróżnieniu od entropii i ciepła, których mikroskopowe definicje obowiązują także w stanie nierównowagi termodynamicznej, temperatura może być zdefiniowana tylko w stanie równowagi lub lokalnej równowagi termodynamicznej.

## Skale temperatury
Termodynamiczna definicja temperatury pozwala porównywać jej wartości, ale nie określa jej skali. Dlatego fizycy konstruują skale temperatury. Skala temperatury zawiera charakterystyczne wartości temperatury i odpowiadające im zjawiska określające stan cieplny. Pierwotnie skale były konstruowane na podstawie charakterystycznych wartości temperatury zmian stanów skupienia i przy założeniu, że rozszerzalność cieczy jest liniowa, później konstrukcje opierano na właściwościach gazów, współcześnie definiuje się temperaturę poprzez odwołanie do fizyki statystycznej.

### Skale historyczne
Pierwsi konstruktorzy termometrów i skal temperatury opierali swe skale na znanych im zjawiskach, najczęściej przyjmowano, że zmiana temperatury jest proporcjonalna do zmiany objętości cieczy (alkoholu, rtęci). W skalach tych, jako punkty odniesienia, przyjmowano wartości temperatury dwóch zjawisk zachodzących w dobrze określonych warunkach. W skali Celsjusza przyjmuje się, że 0 °C odpowiada temperaturze zamarzania wody, a 100 °C, to temperatura wody wrzącej pod normalnym ciśnieniem (choć Celsjusz pierwotnie przyjmował odwrotnie). W tak skonstruowanych skalach mogą występować wartości ujemne.

### Termodynamiczna skala temperatury
We wszystkich wzorach do temperatury w skali Celsjusza trzeba zawsze dodawać stałą wartość 273,15 dlatego wprowadzono skalę temperatury, zwaną bezwzględną lub absolutną. Skalę tę określa na podstawie równania stanu gazu doskonałego (równania Clapeyrona): {\displaystyle pV=nRT.} Temperaturę określa się na podstawie pomiaru ciśnienia i objętości gazu uznawanego za Gaz doskonały lub ekstrapoluje wyniki dla różnych parametrów gazu rzeczywistego do warunków gazu doskonałego.
W skali bezwzględnej zero zdefiniowane jest jako temperatura gazu idealnego, w której będzie miał on zerową objętość przy dowolnym ciśnieniu. Z punktu widzenia mikroskopowego odpowiada to sytuacji, gdy wszelki ruch cząsteczek gazu ustaje. W rzeczywistości jednak objętości cząsteczek gazu są niezerowe, oznacza to, że rzeczywistym termometrem gazowym nie można mierzyć dowolnie niskiej temperatury.
Temperatura zera bezwzględnego jest najniższą temperaturą jaką mogą uzyskać ciała, w temperaturze tej wszystkie cząsteczki mają najmniejszą możliwą energię, według mechaniki klasycznej ruch cząsteczek całkowicie ustaje, a według mechaniki kwantowej wszystkie cząsteczki znajdują się w stanie podstawowym wykonując tzw. drgania zerowe (ang. zero-point energy). W temperaturze zera bezwzględnego wszystkie ciała są w stanie stałym, wyjątkiem jest hel, który w pewnym zakresie ciśnienia pozostaje cieczą w dowolnie niskiej temperaturze.
Dla pewnych układów można zdefiniować temperaturę, która według definicji opartej na zmianie entropii będzie ujemna. Układ w takim stanie ma energię większą niż dla dowolnej temperatury dodatniej. Stąd też wciąż temperatura zera bezwzględnego jest najniższą możliwą do uzyskania temperaturą.
Na podstawie stosowanych powszechnie skal temperatury, zdefiniowano nowe, tak by ich zero odpowiadało temperaturze zera bezwzględnego. Jest to odpowiednio skala Kelvina odpowiadająca skali Celsjusza oraz skala Rankine’a odpowiadająca skali Fahrenheita.
Kelwin jest główną jednostką temperatury przyjętą w układzie SI i uznawaną przez cały świat naukowo-techniczny.

### Międzynarodowa Skala Temperatury (MST-90)
Międzynarodowa, ujednolicona skala temperatury jest oparta na wartościach temperatury w punktach charakterystycznych dla kilku związków chemicznych, np. punkcie potrójnym wody, tlenu, lub punkcie topnienia miedzi przy ciśnieniu 101325 Pa. W wersji obecnej obowiązuje od 1990 r. (ITS 90). Poprzednio obowiązywała skala ITS 68.

## Jednostki temperatury
Najczęściej używaną w Polsce i wielu innych krajach jednostką temperatury są stopnie Celsjusza.
Wzór do przeliczania temperatury w stopniach Celsjusza na temperaturę w kelwinach jest następujący:
{\displaystyle T=t+273{,}15\ {\text{K}},}
gdzie {\displaystyle t} jest w °C.
W USA w dalszym ciągu używa się stopni Fahrenheita. W tej skali temperatura zamarzania wody jest równa 32 °F a wrzenia 212 °F.
Wzór przeliczający temperaturę w stopniach Fahrenheita na temperaturę w stopniach Celsjusza:
{\displaystyle t={\frac {5}{9}}\cdot \left(t_{F}-32\right){}^{\circ }{\text{C}}.}
Wzór przeliczający temperaturę w stopniach Celsjusza na temperaturę w stopniach Fahrenheita:
{\displaystyle t_{F}=\left({\frac {9}{5}}\cdot t+32\right){}^{\circ }{\text{F}}.}
| Zjawisko                               | Kelvin | Celsjusz | Fahrenheit | Rankine | Delisle | Newton | Réaumur | Rømer   |
| -------------------------------------- | ------ | -------- | ---------- | ------- | ------- | ------ | ------- | ------- |
| Zero bezwzględne                       | 0      | –273,15  | –459,67    | 0       | 559,725 | –90,14 | –218,52 | –135,90 |
| Zero Fahrenheita                       | 255,37 | –17,78   | 0          | 459,67  | 176,67  | –5,87  | –14,22  | –1,83   |
| Zamarzanie wody                        | 273,15 | 0        | 32         | 491,67  | 150     | 0      | 0       | 7,5     |
| Średnia temperatura ciała człowieka    | 309,8  | 36,6     | 98,2       | 557,9   | 94,5    | 12,21  | 29,6    | 26,925  |
| Wrzenie wody                           | 373,15 | 100      | 212        | 671,67  | 0       | 33     | 80      | 60      |
| Topnienie tytanu                       | 1941   | 1668     | 3034       | 3494    | –2352   | 550    | 1334    | 883     |
| Temperatura efektywna fotosfery Słońca | 5800   | 5526     | 9980       | 10440   | –8140   | 1823   | 4421    | 2909    |

Inne skale: barwa żaru, barwa nalotowa stali.